# Meyhane

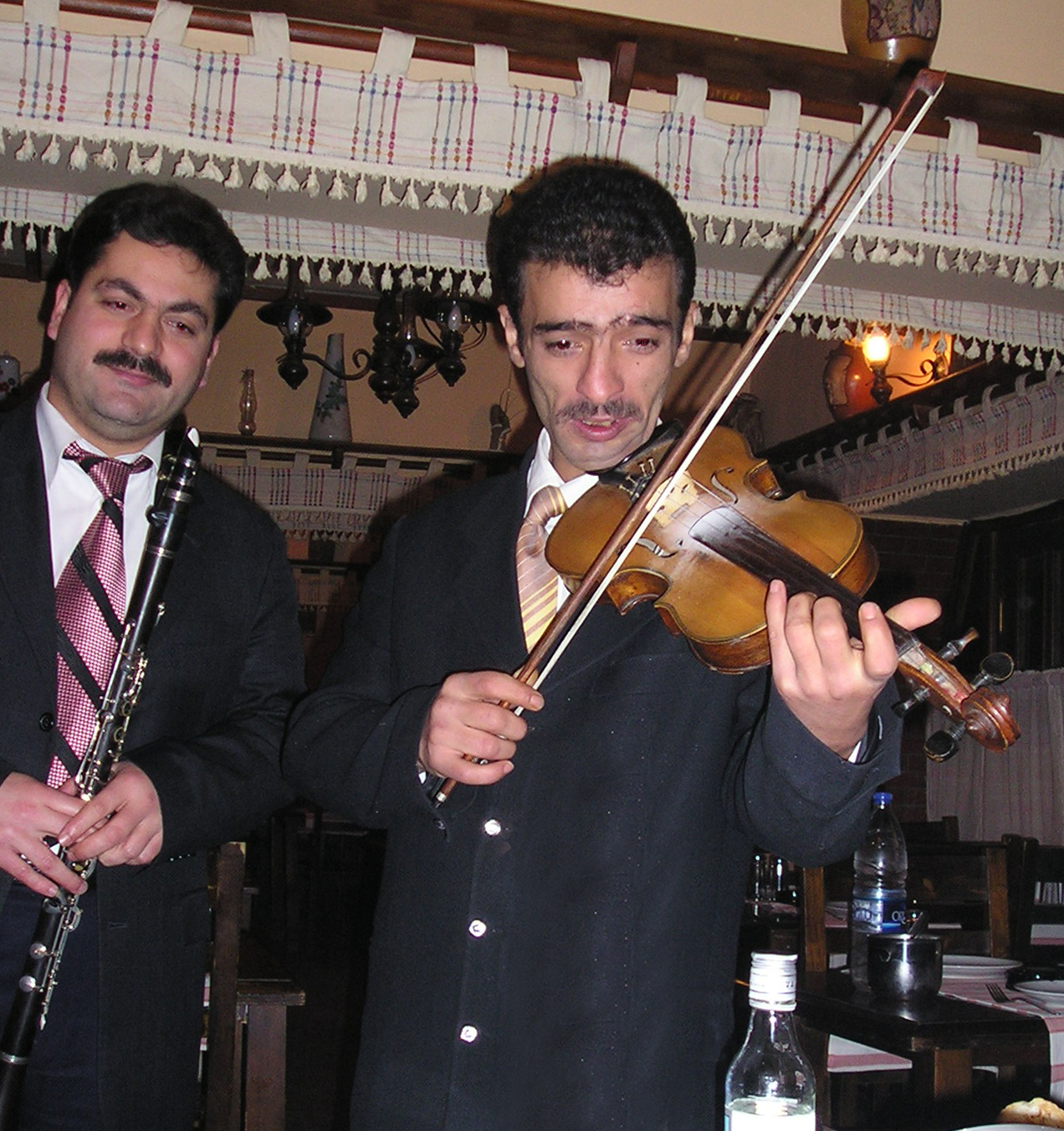
Músicos actuando en una meyhane de Ankara.

Un meyhane es un establecimiento en Turquía parecido a una taberna, donde se sirven bebidas alcohólicas como el vino y cerveza, o más bien la bebida típicamente turca, el rakı y una serie de aperitivos denominado meze. El origen de la palabra es persa.
En el mismo es frecuente que actúen músicos junto con cantantes interpretando Türk sanat müziği. 